# نهج فلسطين (مدينة تونس)
نهج فلسطين هو أحد أهم أنهج تونس العاصمة يشق حي لافاييت بالموازاة مع شارع الحرية ويربط بين ساحتي فلسطين وإفريقيا. وتوجد به الكثير من المؤسسات التجارية وخاصة لما يتعلق بالكمبيوتر، كما يوجد به أول أهم فضاء تجاري بالعاصمة.

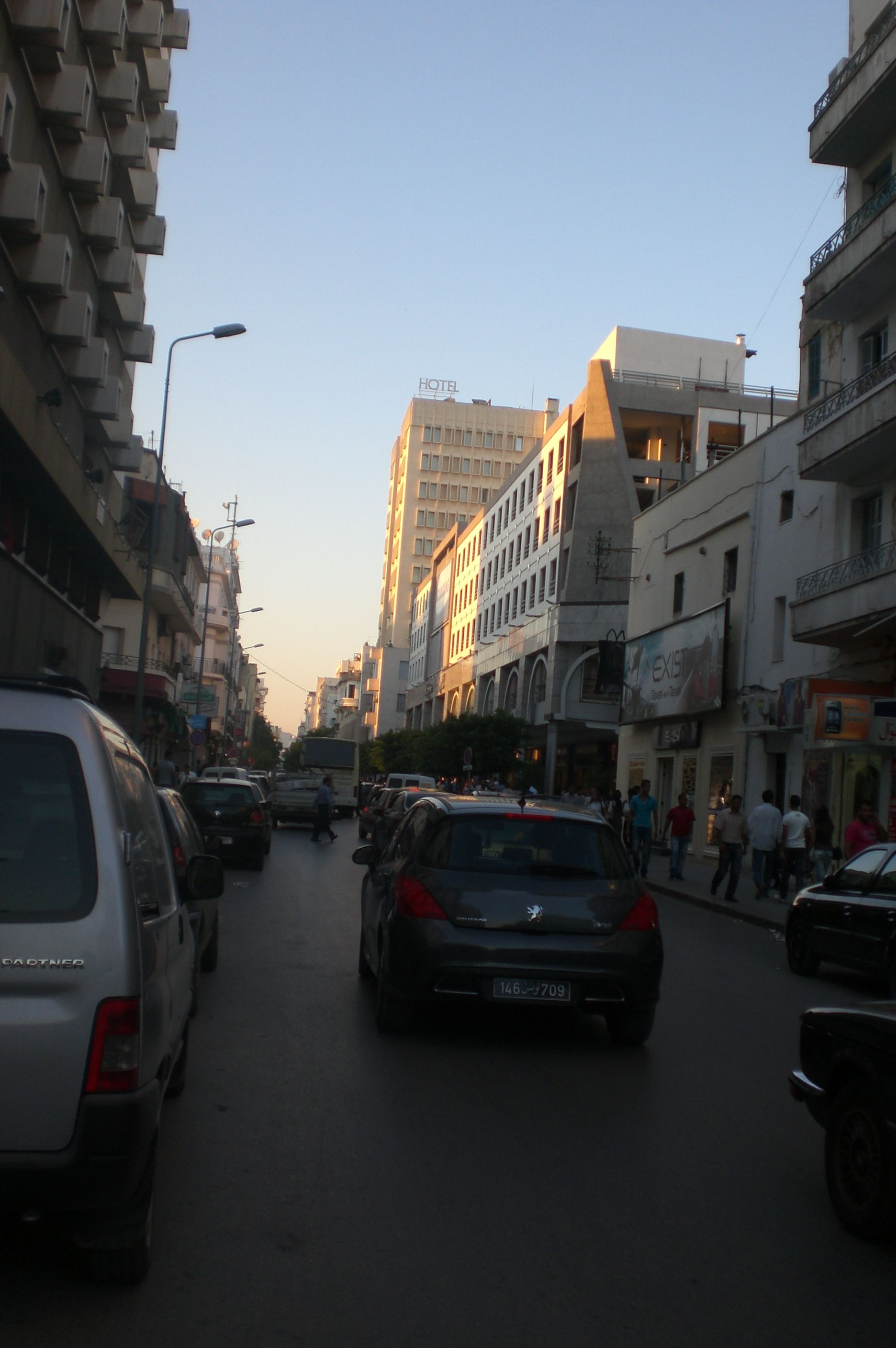
نهج فلسطين بتونس:باتجاه الشمال

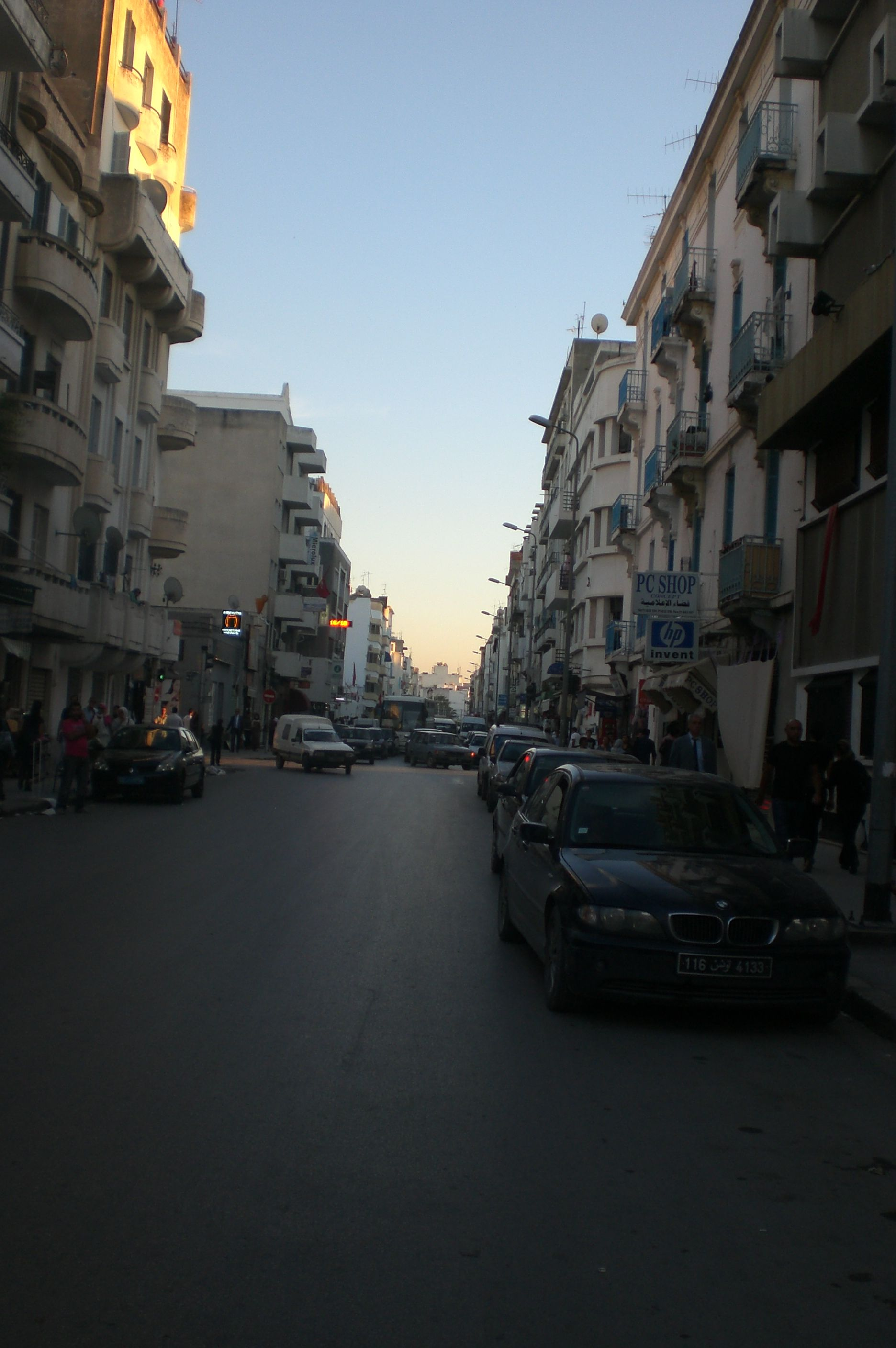
نهج فلسطين بتونس:باتجاه الجنوب